# 奥州会津角定一家
奥州会津角定一家（おうしゅうあいづかくさだいっか）は、福島県福島市に本部を置く博徒系暴力団で、指定暴力団山口組の二次団体。

## 来歴
その創立から長らく博徒系の独立組織としてあり続けたものの、住吉一家丸唐会系を経て三代目山口組の傘下へと至り、同団体の一翼として東北地方に地盤を構築。週刊誌などでは、『山口組の奥州鎮台』と称されてもきた。
会津若松を本拠地とする博徒組織として大正年間に創立。1973年（昭和48年）に五代目総長の木村茂夫が三代目山口組の田岡組長から親子盃を受け、これをもって直参組織（二次団体）として山口組に加入した。

## 歴代総長

### 五代目：木村茂夫
1927年8月5日生。五代目山口組舎弟。

### 六代目：小野守利
1939年7月11日生。菅谷組内川内組の組員として活動。
1970年、川内組栃木支部の支部長時代に寄居一家との抗争事件（暴力団員による監禁、殺人、死体遺棄事件）で武功を上げる。そののち、三代目山口組の有力直系組織であった佐々木組に移籍。一和会に参画した佐々木組の解散に伴い弘道会へと移籍した。山口組渡辺五代目の舎弟であった木村茂夫が1992年に病死。これに伴い奥州会津角定一家の跡目を継承し、翌1993年に山口組の直参に昇格。2000年代の後半頃に後藤組の処分問題が発生すると、井奥会会長の井奥文夫（神戸）、三代目大門会会長の奈須幸則（熊本）、二代目一心会会長の川﨑昌彦（大阪）、浅川会会長の浅川桂次（大阪）、太田興業組長の太田守正（大阪）、二代目浅川一家総長の浅川睦男（福岡）とともにこれに連座。除籍処分となり、2008年をもって山口組を追われるに至った。

### 七代目：波入信一
1948年生、本名は李 人言。極東桜井總家連合会系組織を率いていた。芳菱会傘下を経て2009年に弘道会へ移籍。のち奥州会津角定一家の跡目を継承。

### 八代目：上野真慶
上野真慶(うえの まさのり)六代目山口組若中、八代目奥州会津角定一家総長。
略歴
元六代目奥州会津角定一家・二代目小野組若頭。
二代目小野組の解散後小野組の地盤を引き継ぎ、上野組本部事務所を福島県いわき市から栃木県那須塩原市鍋掛1085-122（旧二代目小野組）に移転。
七代目奥州会津角定一家では若頭を務めた。
2025年4月、上野真慶が奥州会津角定一家の八代目を継承。六代目山口組若中に昇格。